# Trichostomum circinatum
Trichostomum circinatum là một loài rêu trong họ Pottiaceae. Loài này được (Besch.) Broth. mô tả khoa học đầu tiên năm 1902.